# Thuidium oeningense
Thuidium oeningense là một loài Rêu trong họ Thuidiaceae. Loài này được (A. Braun) Broth. miêu tả khoa học đầu tiên năm 1909.